# Gaudenzio Ferrari

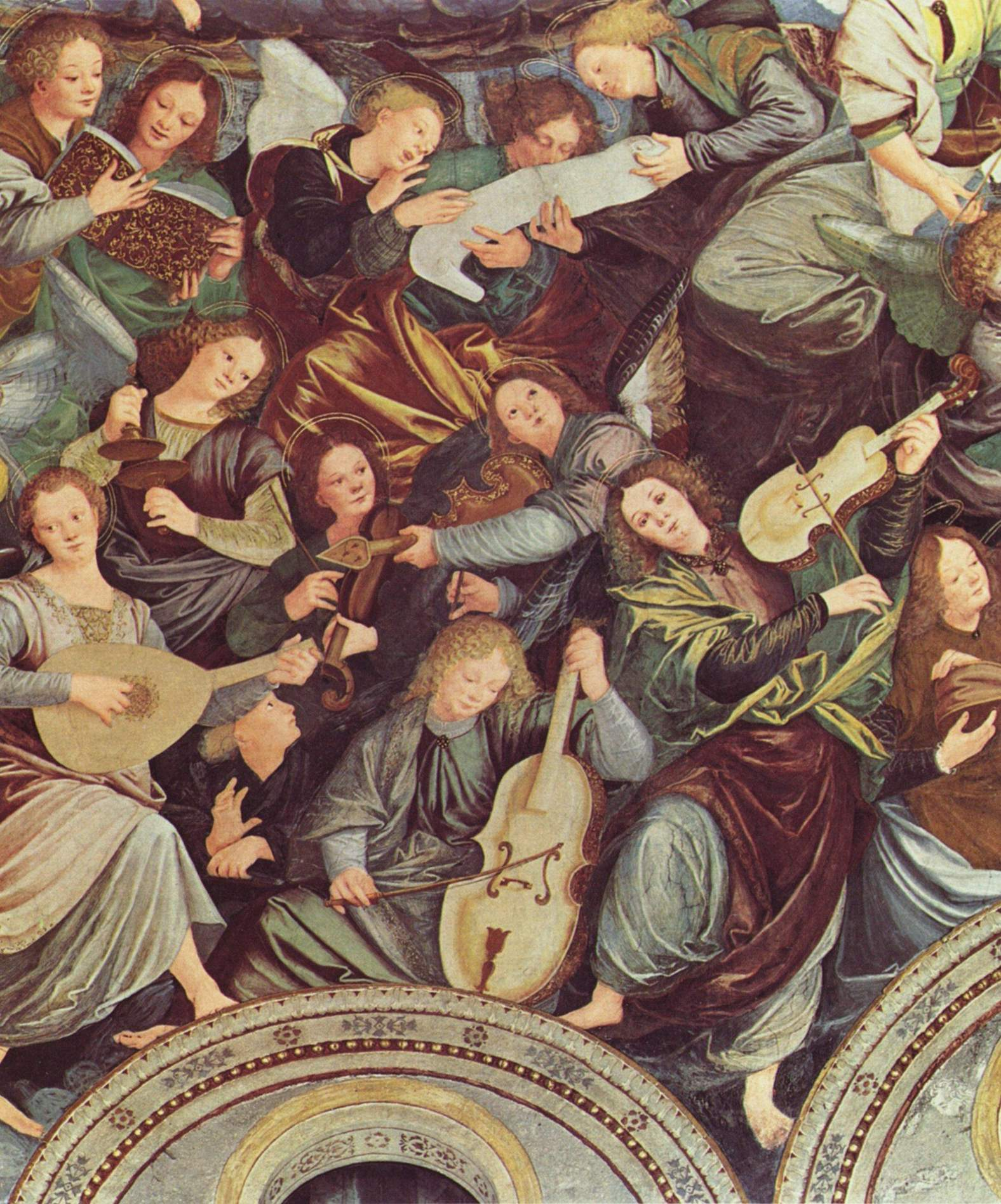
Concierto de los Ángeles en Santa Maria dei Miracoli, Saronno.

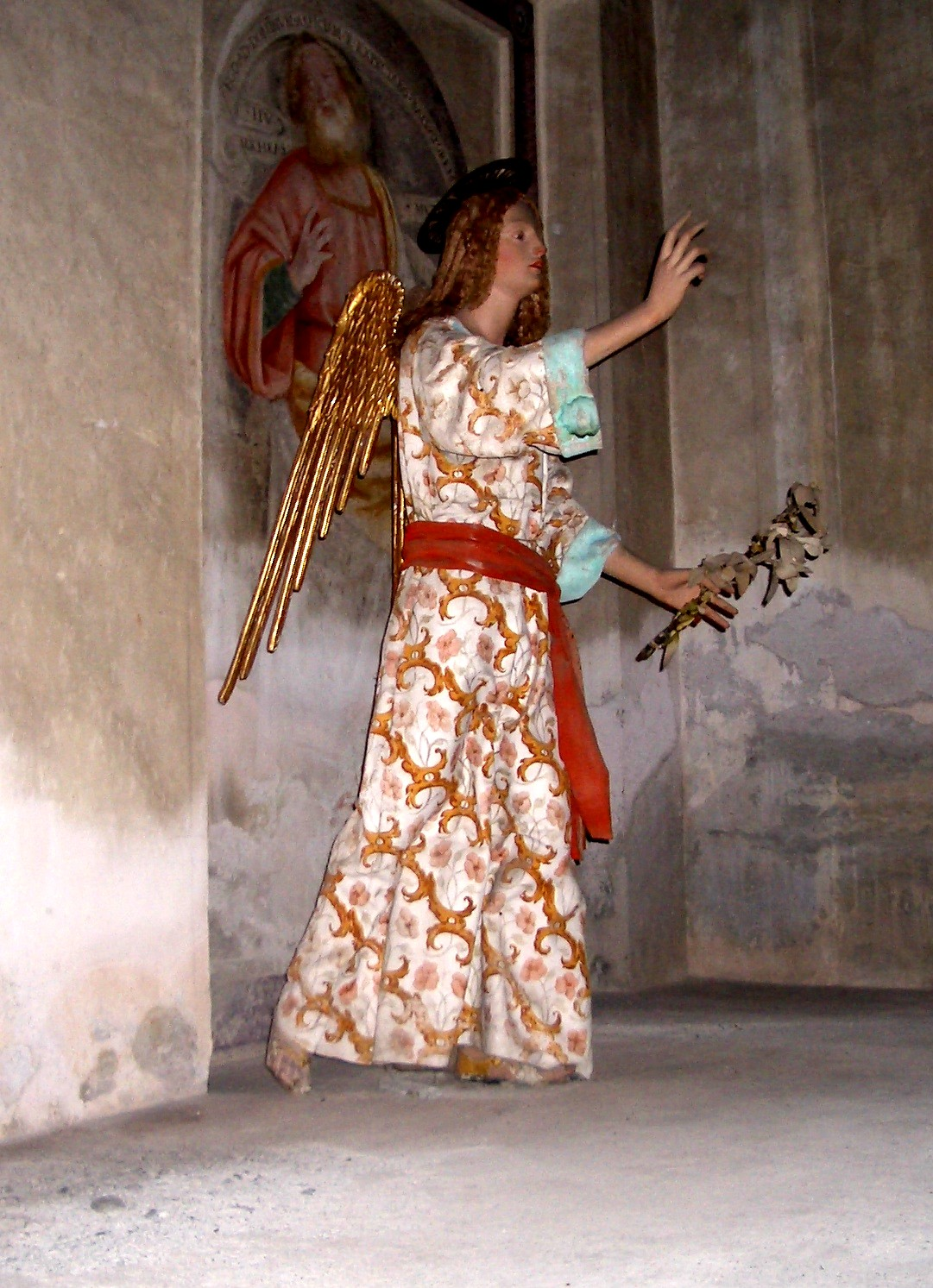
Ángel de la Anunciación (terracota) en Varallo.

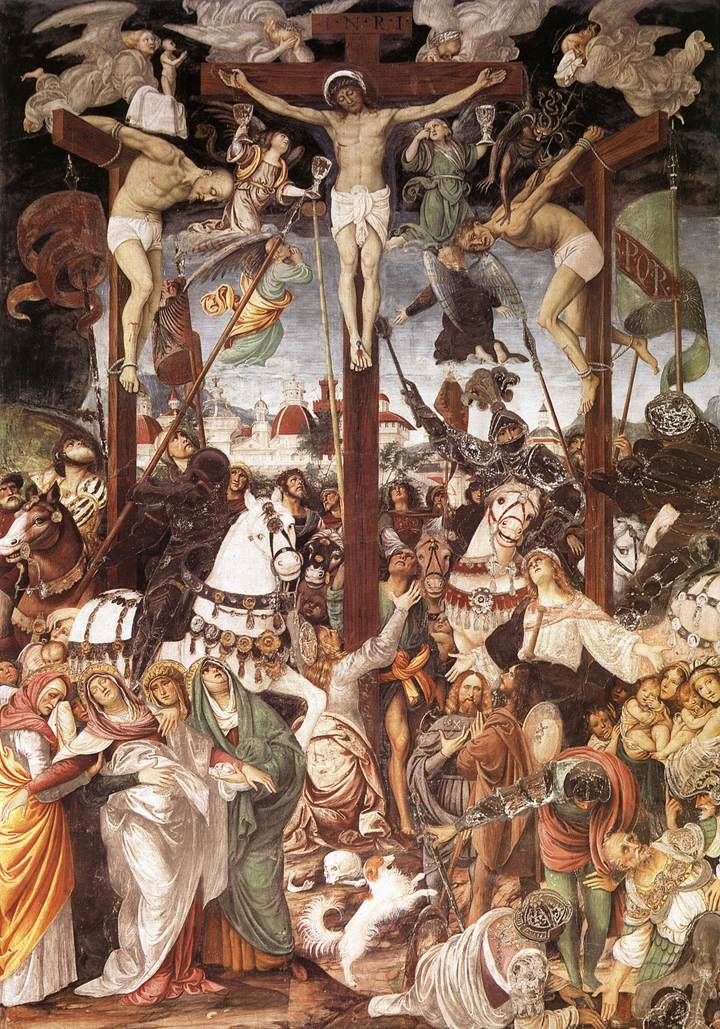
Cruxifixión, convento de Santa María de las Gracias, Varallo.

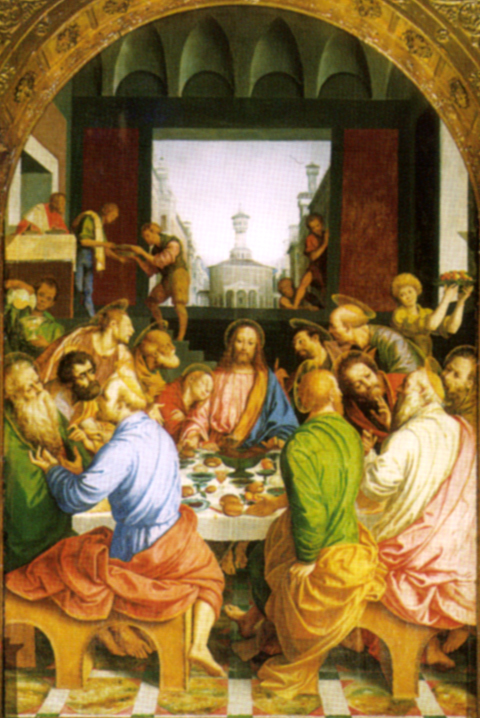
La Útima Cena (ca. 1543), iglesia de Santa María de la Pasión (Milán)

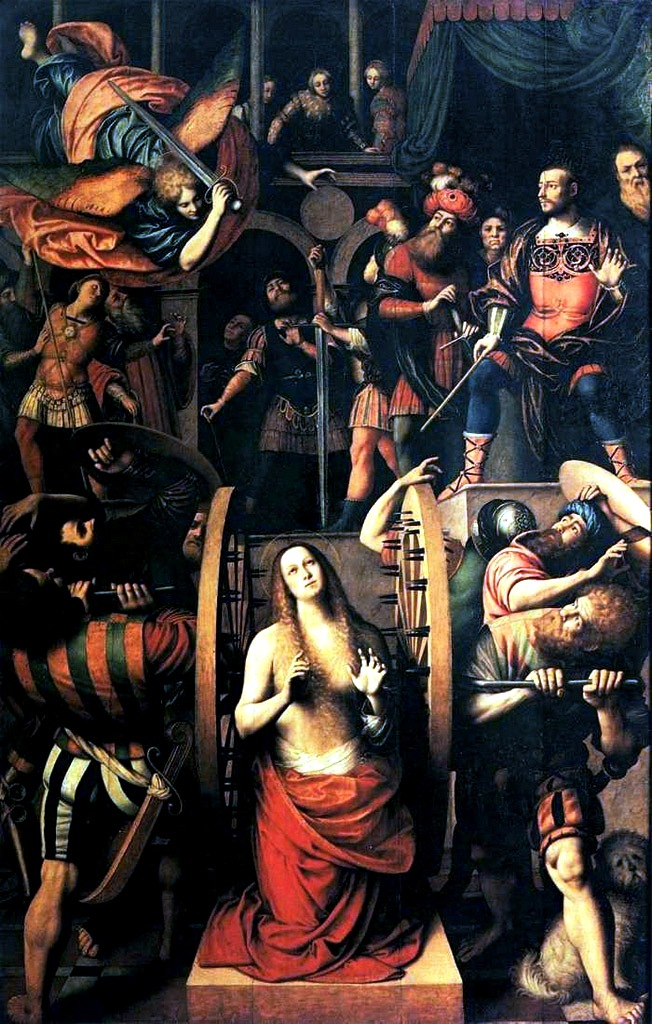
Martirio di Santa Caterina d'Alessandria, ahora en la Pinacoteca de Brera, anteriormente en la Iglesia de Santa María de los Ángeles, Milán.

Gaudenzio Ferrari (Valduggia, Vercelli, entre 1471 y 1480 - Milán, 1546), llamado El Milanés fue un pintor, escultor y arquitecto italiano que trabajó en su Piamonte natal y en Lombardía, muy influenciado por Leonardo da Vinci y Bramantino.

## Biografía
Comenzó a pintar en Varallo Sesia desde 1507, después fue a estudiar a Milán, en la escuela de la Catedral, con Stefano Scotto y también con Bernardino Luini. Posteriormente viajó a Florencia, Roma, Umbría y Arona y retornó finalmente a Varallo. 
En 1513, Gaudenzio pintó la Pasión de Cristo, un fresco monumental en el convento de Santa María de la Gracia en Varallo. La Pared Gaudenciana comprende una Crucifixión central con 26 cuadros complementarios.
Entre 1524 y 1529 dirigió los trabajos en las capillas del Sacro Monte di Varallo, las cuales están dispersas bajo el santuario de la cumbre y están comunicadas todas ellas por un camino en que se combinan dioramas y estatuas de terracota de tamaño natural, que él diseñó en parte. 
Pintó el Coro de los Ángeles de la cúpula de la iglesia de Santa María de los Milagros, en Saronno y los frescos de Santa Ana, mezcla de realismo milanés y de colorismo veneciano.
Fue un pintor muy prolífico, cuyo trabajo evoca más bien el siglo XV, que el siglo XVI, por el carácter de sus temas religiosos, que son siempre patéticos.
Fueron sus discípulos, entre otros, Andrea Solario, Giovanni Battista Cerva, Giovanni Paolo Lomazzo y Fermo Stella.

## Obras
- La Vida de Cristo (1513), escena de la crucifixión encuadrada en otras 26 pinturas en la iglesia Santa María de la Gracia en Varallo Sesia.
- Lamentación de Cristo (1527-1529), óleo, 118 x 92 cm, Museo de Bellas Artes, Budapest.
- Polyptyque (1514-1521), madera, Colegiata de San Gaudenzio, Varallo.
- Santa Ana consolada por una mujer (1544-1545), fresco sobre tela, 190x65 cm, Pinacoteca de Brera, Milán.
- Sagrada Familia con donante (h. 1520-1530), Museo Ringling, Sarasota.
- La Anunciación a Joaquín y Ana (1544-1545), fresco sobre tela, 190x135 cm, Pinacoteca de Brera, Milán.
- Santa Cecilia le donateur y Santa Margarita, 2 óleos sobre madera, 121x52 cm y de 120x49 cm, Museo Pushkin, Moscú.
- La Útima Cena (ca. 1543), iglesia de Santa Maria de la Pasión (Milán).
- Cuadro en la iglesia de San Nicolás de los Campos de París.
- Martirio di Santa Caterina d'Alessandria, ahora en la Pinacoteca de Brera, anteriormente en la Iglesia de Santa María de los Ángeles, Milán.
- Sesenta cuadros de Gaudenzio Ferrari y de su escuela en la Pinacoteca de la Academia de Bellas Artes de Turín.

Las galerías del Capitolio y los Museos Vaticanos poseen varias de sus obras: 
- Una Visión;
- La mujer adúltera;
- El pesebre;
- San Pablo menditando